# St.-Jakobus-Kirche (Wieren)

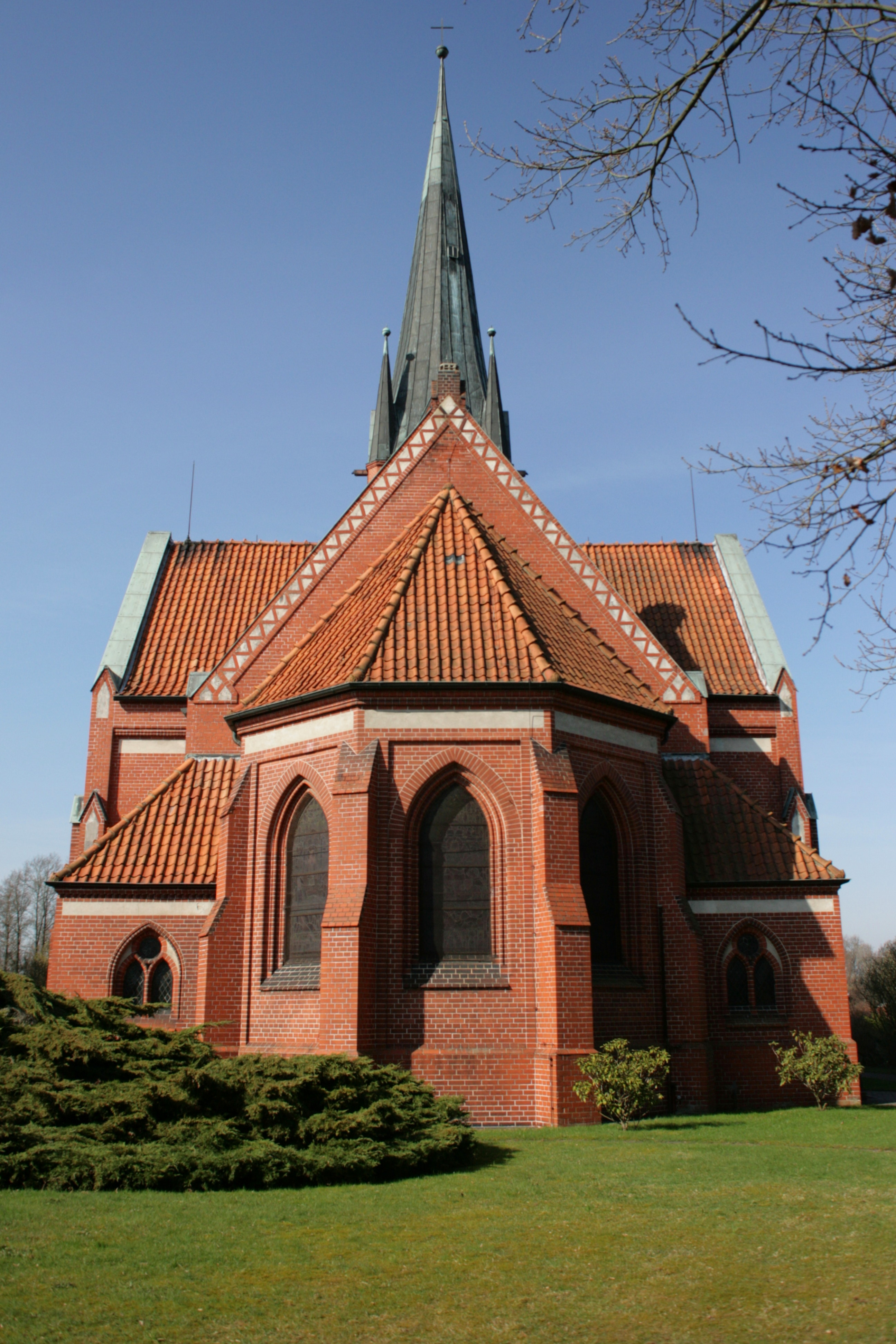
St.-Jakobus-Kirche

Die St.-Jakobus-Kirche in Wieren im Landkreis Uelzen gehört zur Kirchengemeinde Wieren im Kirchenkreis Uelzen der Evangelisch-lutherischen Landeskirche Hannovers. Den Namen erhielt die Kirche 1976 aufgrund einer Darstellung des Jakobus auf einem alten Abendmahlskelch. Sie wurde 1910/11 im typischen neugotischen Stil erbaut. Die Wierener Kirchengemeinde hat sich im Jahr 2001 mit der Kirchengemeinde Lehmke verbunden und hat ungefähr 1200 Gemeindemitglieder.

## Geschichte
In Wieren stand bereits seit dem 12. Jahrhundert eine Feldsteinkirche. Schon 1892 hatten die Wierener den Bau einer neuen Kirche gefordert. Die Einwohnerzahl hatte sich in den letzten 70 Jahren mehr als verdoppelt, dazu kamen in Drohe weitere 159 Einwohner, so dass die Feldsteinkirche mit ihren 226 Sitzplätzen für die Dorfgemeinde zu klein wurde. Außerdem wurde die Kirche baufällig. Der hölzerne Turm musste erneuert werden und allgemein drohte die Kirche aufgrund des sumpfigen Wiesengeländes an den Mauern und dem Gewölbe des Chores zu reißen. Also wurde 1909 mit dem Bau der neuen Kirche begonnen. Sie wurde vom Uelzener Architekten Eberhard Warnecke im neugotischen Stil entworfen und bekam 380 Sitzplätze. Die St.-Jakobus-Kirche wurde am 5. November 1911 eingeweiht. Der Bau kostete insgesamt 90.397 Mark und wurde durch ein Darlehen der Uelzener Kreissparkasse finanziert.
1917, nach längerem Streit über das Wegerecht, kaufte die Kirchengemeinde das Grundstück des ehemaligen Friedhofsgeländes in Wieren, auf dem die Kirche gebaut worden war, für 4700 Mark. Die alte Feldsteinkirche stand seit 1911 mehr oder weniger ungenutzt. Einige Zeit wurde sie als Bücherlager genutzt und 1930 auf Veranlassung des Propstes für Jugendgruppen als Herberge freigegeben. Das hatte mit dem Kriegsbeginn 1939 ein Ende. Heute freuen sich die Wierener über dieses alte Wahrzeichen. Nach verschiedenen Renovierungen wird diese unter Denkmalschutz stehende Feldsteinkirche für den Gottesdienst und neuerdings auch als Konzertraum genutzt.

## Ausstattung

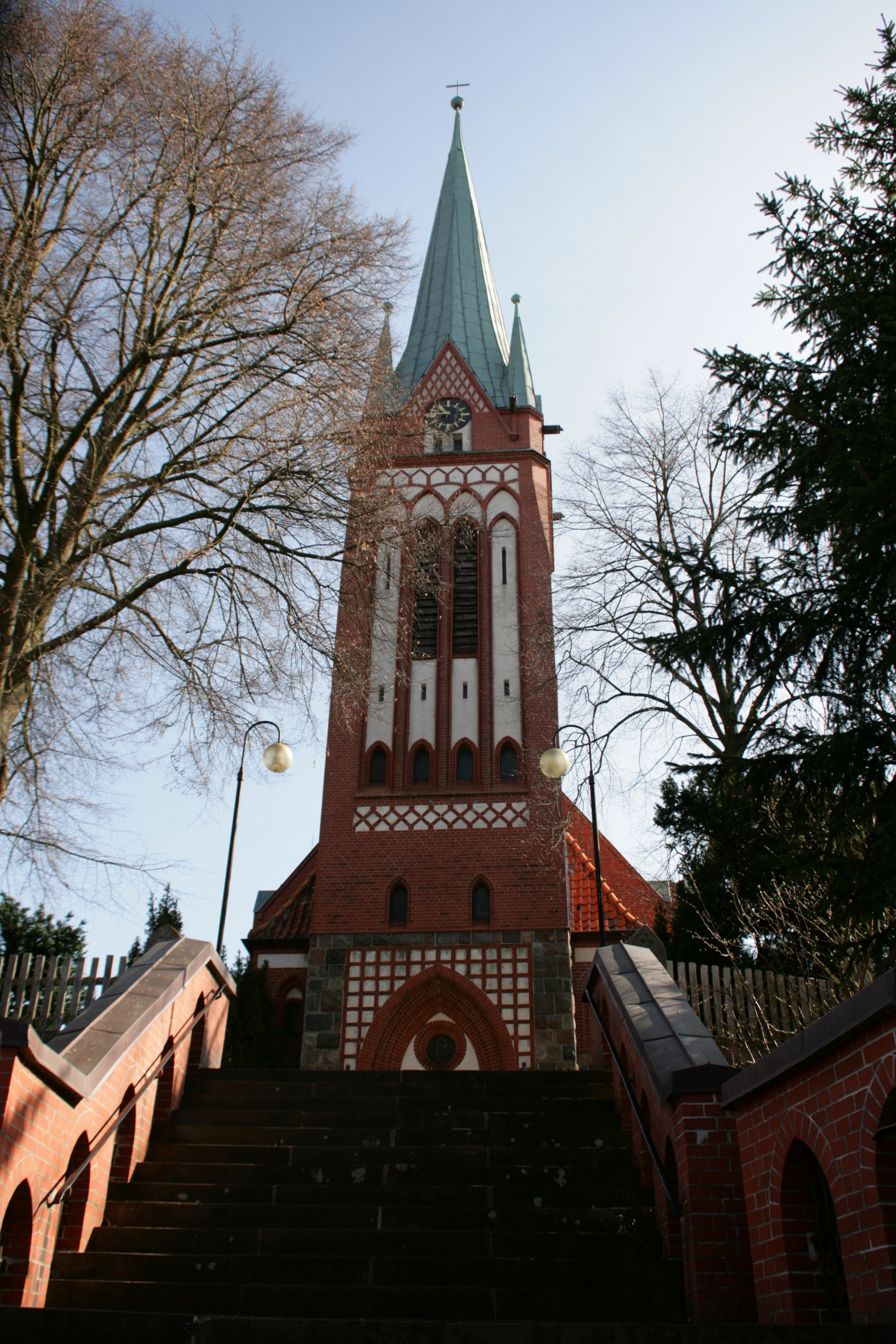
Kirchturm

Den Innenraum der Kirche betritt der Besucher über das schöne Eingangsportal mit Fensterrose auf der Westseite. Das Gebäude ist mit einer gewölbten Holzdecke ausgestattet. Glasmalereifenster schmücken und erhellen den Chor und die hell gestrichenen Seitenwände des Schiffes. Die Seitenfenster sind zweireihig eingesetzt und zeigen in der Spitze der oberen Reihe figürliche Darstellungen: Martin Luther, Ernst den Bekenner sowie das weiße Niedersachsenross auf rotem Grund. In eine eigene Nische eingelassen erwartet die Besucher im Eingangsbereich eine aus Holz geschnitzte Pietà aus dem 15. Jahrhundert. Auch der mit Bildtafeln ausgestattete Renaissancealtar aus dem Jahr 1649, den die Kirchengemeinde um 1850 aus der alten Wrestedter Schlosskapelle erhalten hat, ist ein sehenswertes Schmuckstück.
Die Orgel befindet sich über dem Eingang zum Mittelschiff. Die Orgelempore ist für Besucher freigegeben, wenn das Kirchenschiff ausgelastet ist.

## Kirchturm
Die Kupferabdeckung des Turmes wurde im April 1945 durch den Krieg stark beschädigt. Eine Neueindeckung hätte viel Geld gekostet, deshalb wurden 1956 nur die gröbsten Schäden behoben. Dies half allerdings nicht viel, zwölf Jahre später war ein neues Dach fällig. Außerdem wurde eine Glocke entfernt, weil sie für die Herstellung von Munition gebraucht wurde. Erst 1961 konnte sie ersetzt werden. Der Kirchturm ist 40 Meter hoch und hat zwei Glocken von 1886 und 1961. Die Turmuhr der Kirche stammt aus dem Jahre 1910. 

## Gottesdienst
In der Regel wird jeden 1. und 3. Sonntag im Monat in der St.-Jakobus-Kirche um 10:30 Uhr Gottesdienst gehalten. Zur gleichen Zeit findet im Gemeindehaus neben der Kirche ein Kindergottesdienst statt.

## Lage
Die St.-Jakobus-Kirche liegt zentral im Dorf Wieren, auf einem hoch gelegenen Plateau, das früher auch als Friedhof diente. Von der Landesstraße L270, die durch den Ort verläuft, führt eine steile Treppe hinauf zum Kirchengebäude. So thront der Backsteinbau regelrecht über Wieren und grüßt die Besucher des Ortes mit seinem hoch aufragenden Kirchturm schon von Weitem. 

## Pastoren
| - 1534 Bernd Callain - 1535 Paulus Castens - 1554 Johannes Bode - 1583 Johann Koch - 1585 Erasmus Fischbeck - 1622 Christoph Fischbeck - 1640 Wilichius Pfeffer - 1670 Otto Weinreben - 1708 Nicolaus Hüttenrauch - 1737 Christian Salfeld - 1772 Christian Salfeld, jun. - 1783 Friedrich Hesse - 1788 Johann Sparkuhle - 1790 Christoph Behm - 1820 Johann Lütje - 1867 Arend Kleine - 1873 Ernst Heicke | - 1878 Fritz Wunder - 1888 Gustav Stiebel - 1891 Ernst Fricke - 1937 Wilh. Schünemann - 1945 Hans Bornschein - 1957 Heinrich Haarmann Pastoren in der neu gebildeten Pfarrgemeinde Wieren-Bollsensen-Drohe: - 1964 Jürgen Wendt - 1969 Herbert Bohnke - 1984 Werner Baden - 1991 Burkhard Henke |